# Фехтування на візках на літніх Паралімпійських іграх 2016
Змагання з фехтування на візках на літніх Паралімпійських іграх 2016 заплановані на 7-18 вересня.

## Класифікація спортсменів
Спортсмени були класифіковані на різні групи в залежності від ступеня інвалідності. Система класифікації дозволяє спортсменам з однаковими порушеннями конкурувати на рівних.
- Категорія A: спортсмени добре контролюють тулуб і їхня робота фехтувальної руки не залежить від їх порушення.
- Категорія B: спортсмени мають порушення, що впливають на їх тулуб чи фехтувальну руку.

## Змагання
- Чоловіки рапіра
- Чоловіки шабля
- Чоловіки шпага
- Жінки рапіра
- Жінки шпага

## Медальний залік

### Чоловіки
| Дисципліна | Золото | Срібло | Бронза |
| ---------- | ------ | ------ | ------ |
|            |        |        |        |

### Жінки
| Дисципліна | Золото | Срібло | Бронза |
| ---------- | ------ | ------ | ------ |
|            |        |        |        |